# Isola di Bodie
L'isola di Bodie (in inglese Bodie Island) è una lunga e stretta penisola che forma la parte più settentrionale degli Outer Banks della Carolina del Nord. La striscia di terra che viene comunemente indicata come isola di Bodie era un tempo una vera e propria isola, ma attualmente l'insenatura che la separava da Currituck Banks è chiusa. Di conseguenza, Currituck Banks e l'isola di Bodie costituiscono ora una penisola contigua.